# 1034 Mozartia
Mozartia (asteroide 1034) é um asteroide da cintura principal com um diâmetro de 8,08 quilómetros, a 1,6865728 UA. Possui uma excentricidade de 0,2642073 e um período orbital de 1 267,54 dias (3,47 anos).
Mozartia tem uma velocidade orbital média de 19,67287971 km/s e uma inclinação de 3,97571º.
Esse asteroide foi descoberto em 7 de setembro de 1924 por Vladimir Albitzkij.
Seu nome é uma homenagem ao compositor de música clássica Wolfgang Amadeus Mozart.